# Lago di Hüttwilen
Il lago di Hüttwilen è un lago nel Canton Turgovia, in Svizzera. Si trova vicino a due altri laghi, il lago di Nussbaumer e il lago di Hasen, ai confini dei comuni di Hüttwilen e Uesslingen-Buch.